# Made to Love Magic
Albums de Nick Drake
Way to Blue: An Introduction to Nick Drake
(1994) A Treasury
(2007)
Made to Love Magic est une compilation de Nick Drake sortie en 2004.
Elle comprend des versions remasterisées en stéréo de six chansons déjà parues en 1986 sur la compilation Time of No Reply, de deux titres avec de nouveaux arrangements de cordes produits par Robert Kirby en 2003 et de quelques prises alternatives et démos. L'une d'elles, Tow the Line, est une chanson complètement inédite qui fait partie des derniers titres enregistrés par Drake en 1974, l'année de sa mort.
Elle s'est classée no 27 des ventes au Royaume-Uni.

## Titres
Toutes les chansons sont écrites et composées par Nick Drake.
| No  | Titre                 | Remarques                                              | Durée |
| --- | --------------------- | ------------------------------------------------------ | ----- |
| 1.  | Rider on the Wheel    | remaster stéréo de Time of No Reply                    | 2:37  |
| 2.  | Magic                 | nouveaux arrangements de Robert Kirby                  | 2:45  |
| 3.  | River Man             | démo inédite du printemps 1968                         | 4:01  |
| 4.  | Joey                  | remaster stéréo de Time of No Reply                    | 3:03  |
| 5.  | Thoughts of Mary Jane | remaster stéréo de Time of No Reply                    | 3:38  |
| 6.  | Mayfair               | démo inédite du printemps 1968                         | 2:11  |
| 7.  | Hanging on a Star     | prise alternative                                      | 3:23  |
| 8.  | Three Hours           | version alternative de mars 1969 avec Rebop Kwaku Baah | 5:11  |
| 9.  | Clothes of Sand       | remaster stéréo de Time of No Reply                    | 2:31  |
| 10. | Voices                | remaster stéréo de Time of No Reply                    | 3:46  |
| 11. | Time of No Reply      | nouveaux arrangements de Robert Kirby                  | 2:48  |
| 12. | Black Eyed Dog        | remaster stéréo de Time of No Reply                    | 3:34  |
| 13. | Tow the Line          | démo inédite de juillet 1974                           | 2:16  |